# Ozark (Illinois)
Ozark és una àrea no incorporada al comtat de Johnson, Illinois, EUA. Ozark és al sud de New Burnside i té una oficina de correus amb el codi postal 62972. Carl Choisser (1895-1939), representant de l'estat d'Illinois, advocat i editor de diaris, va néixer a Ozark.